# Muhammed Bayır
Muhammed Bayır (sinh 5 tháng 2 năm 1989 ở Mamak, Ankara) là một cầu thủ bóng đá Thổ Nhĩ Kỳ thi đấu ở vị trí hậu vệ trái cho Osmanlıspor. Muhammed ra mắt lần đầu cho Bugsaşspor, và là một phần của học viện trẻ. Anh chuyển đến Osmanlıspor năm 2013.
.

## Cuộc sống cá nhân
Muhammad lên chức bố vào ngày 24 tháng 6 năm 2015, đặt tên con trai mình là Adem.